# João Bom
João Bom ist eine Ortschaft mit etwa 300 Einwohnern im Nordwesten der Azoren-Insel São Miguel. Der Ort gehört zur Gemeinde Pilar da Bretanha im Kreis Ponta Delgada.

## Kultur und Sehenswürdigkeiten
João Bom liegt am Fuße der Caldeira Sete Cidades. Der See bietet Bademöglichkeiten und Restaurants.
Wichtigstes Ereignis im Ort wie auf den Azoren im Allgemeinen sind die Heilig-Geist-Feste mit den Pfingstumzügen als Höhepunkte. In der Gemeinde Pilar de Bretanha sind sie u. a. dem Império de João Bom gewidmet, einer kleinen Kapelle am Ort.
Das deutsche Künstlerehepaar Karin und Bernd Kilian hat sich in dem Ort niedergelassen, das dort Bilder und Skulpturen schöpft und verkauft. Ein kunstvoll dekorierter Garten samt Ferienhaus stellt eine häufig fotografierte Sehenswürdigkeit des Ortes dar.

## Wirtschaft und Verkehr
Der Ort liegt an der Küstenstraße ER 1-1. Die Buslinien 208, 209, 219 und 222 verbinden ihn bis zu neunmal täglich mit der Hauptstadt Ponta Delgada (Stand 2013). João Bom verfügt über einen kleinen Supermarkt und zwei Cafés. Fremdenverkehr spielt in Form von einigen privaten Ferienhäusern eine Rolle.